# Demokratyczna Partia Mołdawii
Demokratyczna Partia Mołdawii, PDM (rum. Partidul Democrat din Moldova) – socjaldemokratyczna partia polityczna w Mołdawii. Została założona w 1998 roku. Obecnym liderem partii jest Pavel Filip.
W wyborach parlamentarnych w 2009 roku PDM uzyskała wynik 12,54% głosów, co dało jej 13 z 101 miejsc w parlamencie.
Razem z Partią Liberalną i Partią Liberalno-Demokratyczną tworzyła koalicję Sojusz dla Integracji Europejskiej.